# Gladys Walton
Gladys Walton (13 de abril de 1903 – 15 de noviembre de 1993) fue una actriz estadounidense que trabajó en películas mudas.

## Primeros años y carrera
Nacida en Boston, Massachusetts y educada en Portland, Oregón, Gladys Walton empezó a trabajar en el cine en el estudio cómico Fox Sunshine en 1919, interpretando pequeños papeles en sus cortometrajes cómicos. Sin embargo, a medida que su talento en la actuación salió a la luz, se le dieron papeles más grandes e importantes en películas, como La La Lucille en 1920 con Universal Studios, así como en The Secret Gift, también de 1920. También obtuvo su primer papel protagónico en Pink Tights (1920), juntó con la estrella de cine Jack Perrin. Fue contratada por Universal desde 1920 hasta 1923, donde completó 28 películas y ganó $600 a la semana durante la cima de su carrera. Después de haber dejado Universal, pasó a hacer algunas películas independientes. Actualmente solo existen 5 de sus 38 películas:  Pink Tights de 1920, All Dolled Up de 1921, The Untameable y Sawdust, ambas de 1923, y A Little Girl in a Big City, realizada en 1925.

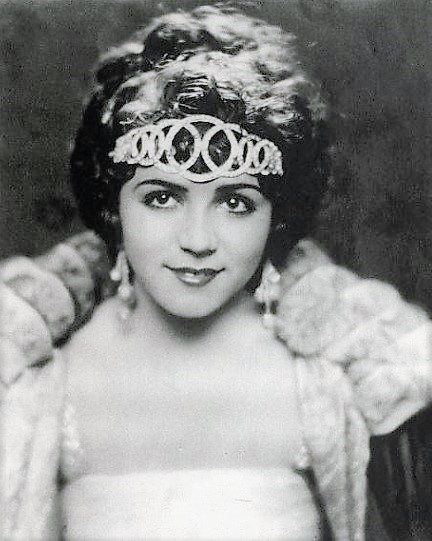
Walton en 1924.

Walton se retiró de la actuación en 1925. Cabe señalar que se ha dicho que Gladys ha realizado producciones teatrales, sin embargo, esto no es cierto. De hecho, había dos Gladys Walton actuando a principios de la década de 1920. Una era una actriz de teatro de la Costa Este, que hacía producciones teatrales itinerantes, mientras que la estrella de cine Gladys hacía películas en la Costa Oeste. Los escritores en esa época a menudo confundían a las dos.

## Vida personal
Walton se casó con el guionista Frank Liddell en 1920. Más tarde se casó con Henry M. Herbel en 1923, con quien tuvo seis hijos. Más tarde se casó con Spiro (Samuel) Dilles y Kenneth James Wells. Todos los matrimonios terminaron en divorcio.

## Muerte
Walton murió debido a un cáncer el 15 de noviembre de 1993, a los 90 años.

## Filmografía

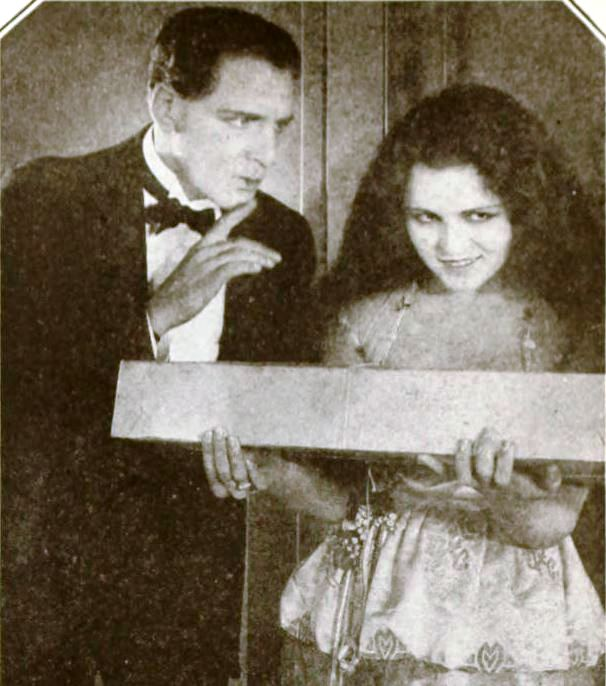
Gladys Walton en Risky Business (1920)

| Año  | Título                         | Papel                               | Notas                          |
| ---- | ------------------------------ | ----------------------------------- | ------------------------------ |
| 1908 | The Fairylogue and Radio-Plays |                                     |                                |
| 1920 | La La Lucille                  | Peggy Hughes                        |                                |
| 1920 | The Secret Gift                | Winnie                              |                                |
| 1920 | Pink Tights                    | Mazie Darton                        |                                |
| 1920 | Risky Business                 | Phillipa                            |                                |
| 1921 | Rich Girl, Poor Girl           | Nora McShane / Beatrice Vanderfleet |                                |
| 1921 | All Dolled Up                  | Maggie Quick                        |                                |
| 1921 | Desperate Youth                | Rosemary Merridew                   |                                |
| 1921 | The Man Tamer                  | The Lion Tamer                      |                                |
| 1921 | Short Skirts                   | Natalie Smith                       |                                |
| 1921 | The Rowdy                      | Kit Purcell                         |                                |
| 1921 | High Heels                     | Christine Trevor                    |                                |
| 1921 | Playing With Fire              | Enid Gregory                        |                                |
| 1922 | The Guttersnipe                | Mazie O'Day                         |                                |
| 1922 | The Wise Kid                   | Rosie Cooper                        |                                |
| 1922 | Second Had Rose                | Rose O'Grady                        |                                |
| 1922 | The Trouper                    | Mamie Judd                          |                                |
| 1922 | Top o' the Morning             | 'Jerry' O'Donnell                   |                                |
| 1922 | The Girl Who Ran Wild          | M'liss                              |                                |
| 1922 | The Lavender Bath Lady         | Mamie Conroy                        |                                |
| 1922 | A Dangerous Game               | Gretchen Ann Peebles                |                                |
| 1923 | The Love Letter                | Mary Ann McKee                      |                                |
| 1923 | Gossip                         | Caroline Weatherbee                 |                                |
| 1923 | The Town Scandal               | Jean Crosby                         |                                |
| 1923 | Crossed Wires                  | Marcel Murphy                       |                                |
| 1923 | Sawdust                        | Nita Moore                          |                                |
| 1923 | The Untameable                 | Edna Fielding / Joy Fielding        |                                |
| 1923 | The Wild Party                 | Leslie Adams                        |                                |
| 1923 | The Near Lady                  | Nora Schultz                        |                                |
| 1925 | Easy Money                     |                                     |                                |
| 1925 | Enemies of Youth               |                                     |                                |
| 1925 | The Sky Raider                 | Marie                               |                                |
| 1925 | Anything Once                  | Dorothy Nixon                       |                                |
| 1925 | A Little Girl in a Big City    | Mary Barry                          |                                |
| 1928 | The Ape                        |                                     | (último papel cinematográfico) |